# Maidan, Tîsmenîțea
Maidan (în ucraineană Майдан) este localitatea de reședință a comunei Maidan din raionul Tîsmenîțea, regiunea Ivano-Frankivsk, Ucraina.

## Demografie
Componența lingvistică a localității Maidan
     Ucraineană (98,12%)
     Rusă (1,07%)
     Alte limbi (0,72%)
Conform recensământului din 2001, majoritatea populației localității Maidan era vorbitoare de ucraineană (98,12%), existând în minoritate și vorbitori de rusă (1,07%).